# 강예슬
강예슬(1990년 8월 29일~)은 대한민국의 가수 겸 작사가, 배우, 방송인이다.
2007년에 영화 《서울, 귀와 머리칼》의 단역(노경혜 역)을 통해 영화 배우로 처음 데뷔했으며, 이후 2010년에서부터 언더그라운드 음악 커리어를 첫 시작하였고, 2014년 3월 12일, 2인조 걸 그룹 《윙스(WINGS)》의 구성원으로 정식 데뷔를 했으며, 바로 이때에 《Hair short(헤어 숏)》과 《꽃이 폈어요》라는 노래 작품들이 나름 히트를 하였고, 이후 2017년 7월 1일 해체될 때까지 어언 3년 4개월 남짓 동안 활약했다. 그 와중이던 2017년 4월에는 SBS 서울방송 TV 특집 시리즈 《꿈을 드림》이라는 드라마 작품의 비고정 조연(강예슬 역)을 통하여 TV 드라마 배우로 데뷔하기도 하였으며, 2019년 솔로 댄스 트로트 음악 가수로 전향한 이후로는, 2019년의 《퐁당퐁당》이라는 노래 작품과, 2022년에는 《사랑의 포인트》라는 노래 작품 등으로 거듭 히트했다.

## 걸 그룹시절 주요 히트곡
- 2014년 《Hair short(헤어 숏)》(작사: 러반 / 작곡: 러반, 원더키드 / 편곡: 러반, 원더키드 / 노래: 윙스)
- 2014년 《꽃이 폈어요》(작사: 러반, 무웅, 탁 / 작곡: 러반, 원더키드, 강양구 / 편곡: 러반, 원더키드, 강양구 / 노래: 윙스)

## 솔로 가수 주요 히트곡
- 2019년 《퐁당퐁당》(작사: 박지원, 박구윤 / 작곡: 박지원 / 편곡: 박지원, 노수윤)
- 2019년 《코꼈어》(작사: 박지원, 강예슬 / 작곡: 박지원, 최고야, 박정욱 / 편곡: 박지원, 유레카)
- 2022년 《사랑의 포인트》(작사: 추가열 / 작곡: 추가열 / 편곡: 추가열, 박광복, 손정현)
- 2023년 《목련》(작사: 이용구 / 작곡: 마아성, 전홍민, 김차돌 / 편곡: 마아성, 전홍민)
- 2024년 《꿀잼》(작사: 구희상 / 작곡: 구희상 / 편곡: 구희상)
- 2024년 《러브송(Love-song)》(작사: 마아성, 전홍민 / 작곡: 마아성, 전홍민 / 편곡: 마아성, 전홍민)

## 주요 출연작

### 영화
| 연도 | 장르 및 성향   | 제목                  | 역할      | 참고                            |
| ---- | -------------- | --------------------- | --------- | ------------------------------- |
| 2007 | 독립 단편 영화 | 《서울, 귀와 머리칼》 | 노경혜 역 | 영화 배우 데뷔작 (첫 영화 작품) |

### TV 시리즈
| 연도 | 방송사                        | 제목            | 역할      | 참고                                  |
| ---- | ----------------------------- | --------------- | --------- | ------------------------------------- |
| 2017 | SBS funE, SBS 플러스, SBS MTV | 《꿈을 드림》   | 강예슬 역 | 텔레비전 배우 데뷔작 (첫 드라마 작품) |
| 2023 | KBS2                          | 《우아한 제국》 | 최윤하 역 | 카메오 단역                           |

### TV 프로그램
| 연도      | 방송사           | 제목                          | 역할   | 참고                 |
| --------- | ---------------- | ----------------------------- | ------ | -------------------- |
| 2017      | KBS2             | 《리부팅 프로젝트 유닛》      | 참가자 | 공동 Top61 기록      |
| 2019      | TV조선           | 《내일은 미스 트롯 시즌 1기》 | 참가자 | Top10 기록           |
| 2023      | SBS F!L, SBS MTV | 《위클리 트롯 연예 뉴스》     | 진행자 | 박군(feat.)과 공동MC |
| 2023~2024 | TV조선           | 《알콩달콩》                  | 진행자 | 이훈(feat.)과 공동MC |

### 웹예능
| 연도 | 방송사 | 제목              | 역할   | 참고 |
| ---- | ------ | ----------------- | ------ | ---- |
| 2023 | 유튜브 | 《노빠꾸 탁재훈》 | 게스트 |      |

## 트리비아
- 선배 가수 우순실(1963년생)의 같은 대학(추계예대)의 다른 학과의 까마득한 후배이기도 하며, 역시 선배 가수 원미연(1965년생)의 같은 대학(중앙대)의 까마득한 동교 예술대학 방계 후배이기도 하다.

## 메인 커리어
2007년 18세 당시에 독립 단편 영화 《서울, 귀와 머리칼》의 단역으로써 영화 배우로 첫 데뷔한 이후, 2010년부터는 어언 4년간의 언더그라운드 음악 활동을 한 끝에 2014년 3월 12일, 여성 2인조 댄스 팝 음악 걸 그룹 《윙스(WINGS)》의 정식 데뷔 싱글 음반 《'Hair short(헤어 숏)'》을 통해 본격 가요 분야에 첫 발을 내디딘 그녀는 2017년 SBS 특집 드라마 《꿈을 드림》을 통하여 텔레비전 드라마 배우로 잠시 활약한 후 KBS 2TV에서 방영된 《"아이돌 리부팅 프로젝트 – 더 유닛"》과 TV 조선의 《"내일은 미스 트롯 시즌 1기"》에 출연해 화제를 모았다. 결국 이에 힘입어 2019년 가을, 드디어 솔로 가수로는 청순하고 상큼한 매력의 첫 싱글 음반 《'퐁당퐁당'》을 발표했고, 아울러 독보적인 댄스 트로트 음악 창법으로 성공적인 솔로 가수 데뷔를 이뤘다.

## 수상 이력
- 2024년 트롯 뮤직 어워즈(2024 Trot Music Awards) 트롯테이너상